# Kirje, kirje, kisdedecske
A Kirje, kirje, kisdedecske kezdetű betlehemes pásztordalt Bálint Sándor gyűjtötte Szegeden 1930-ban.
A kirje (latin írásmóddal kyrie, görögül κύριε) Isten megszólítása.
| Szerző          | Mire                   | Felvétel |
| --------------- | ---------------------- | -------- |
| Bárdos Lajos    | két szólam             | [ 1 ]    |
| Bárdos Lajos    | vegyeskar              | [ 2 ]    |
| Kocsár Miklós   | női kar                | [ 3 ]    |
| Kerényi György  | két szólam             | [ 4 ]    |
| Karai József    | két szólam, zongora    | [ 5 ]    |
| Mező Imre       | négykezes zongora      |          |
| Szokolay Sándor | egynemű kar, zenekar   | [ 6 ]    |
| Horváth Rezső   | két hegedű, nagybőgő   | [ 7 ]    |
| Petres Csaba    | szoprán és alt furulya |          |
| Ludvig József   | ének, gitárakkordok    |          |

## Kotta és dallam
| Kirje, kirje, kisdedecske, betlehemi hercegecske, ki miértünk sok jót tettél, a pokoltól megmentettél. | Karácsonynak éjszakáján, Jézus születése napján örüljetek, örvendjetek, a kis Jézus megszületett. | Jézus ágyán nincsen paplan, jaj de fázik az ártatlan! Hogy is lehetne dunyhája: elveszett a báránykája. | A kis Jézus aranyalma, boldogságos Szűz az anyja, két kezével ápolgatja, lábaival ringatgatja. |

A legutolsó sor arra utal, hogy régen az anyák a lábukkal ringatták a bölcsőt.
Másik szöveg, melynek első versszakát néha az előző szöveg utolsó versszaka  helyett éneklik:
| Szűz Mária várva várja, aludjon el Jézuskája, szép kezével ápolgatja, két lábával ringatgatja. | Aludj, aludj én szentségem, Csillag jön a széles égen Fényes útját bölcsek járják, Áldásodat várva várják. | Aludj, aludj boldogságom. Harmat csillog minden ágon. Pici tested gyönge, mégis Tied lesz a föld is, ég is. |

Még egy, nem karácsonyi szövegváltozat:
Templomunk az Isten háza,

gyermekeit hívja, várja,

öröm nekünk együtt lenni,

imádkozni, énekelni.
Az 1950-es években Weöres Sándor: Szép a fenyő c. versének módosított változata terjedt el az óvodai és iskolai fenyőünnepeken:
| Fenyőünnep immár eljő, Érkezik az új esztendő, A fenyőfa csak pompázik, Míg a többi ázik, fázik. | Szép a fenyő télen, nyáron, Sose lepi dermedt álom, Míg az ágán jég szikrázik, Üde zöldje csak pompázik. |

## Felvételek
- Kirje, kirje. YouTube (2013. április 3.)  (Hozzáférés: 2016. június 5.) (audió és szöveg) szólóének
- Karácsonynak éjszakáján. YouTube (2013. december 23.)  (Hozzáférés: 2016. június 5.) (audió, fényképsorozat) a capella
- Kirje, Kirje, kisdedecske. Jazzappella  YouTube (2014. december 21.)  (Hozzáférés: 2016. június 5.) (audió) jazz a capella
- Hungarian Folk Song - Kirje-Kirje... Korpás Éva & Balogh Kálmán  YouTube (2011. május 30.)  (Hozzáférés: 2016. június 5.) (audió) gitárkíséret
- Kirje, kirje kis dedecske. YouTube (2014. december 17.)  (Hozzáférés: 2016. június 5.) (videó) finn karácsony. ének, gitár, xilofon
- Kirje kirje kisdedecske. Kató Zoltán & Berecz Sándor  YouTube (2010. december 13.)  (Hozzáférés: 2016. június 5.) (videó) hangszer
- Bölcsődal_jézus születése. YouTube (2011. november 17.)  (Hozzáférés: 2016. október 25.) (audió, fényképsorozat)
- Magyar karácsonyi dal :Kirje, kirje kisdedecske. Daniel Speer Brass  YouTube (2015. október 18.)  (Hozzáférés: 2016. június 5.) (videó) rézfúvós zenekar